# Thomas Frühmann

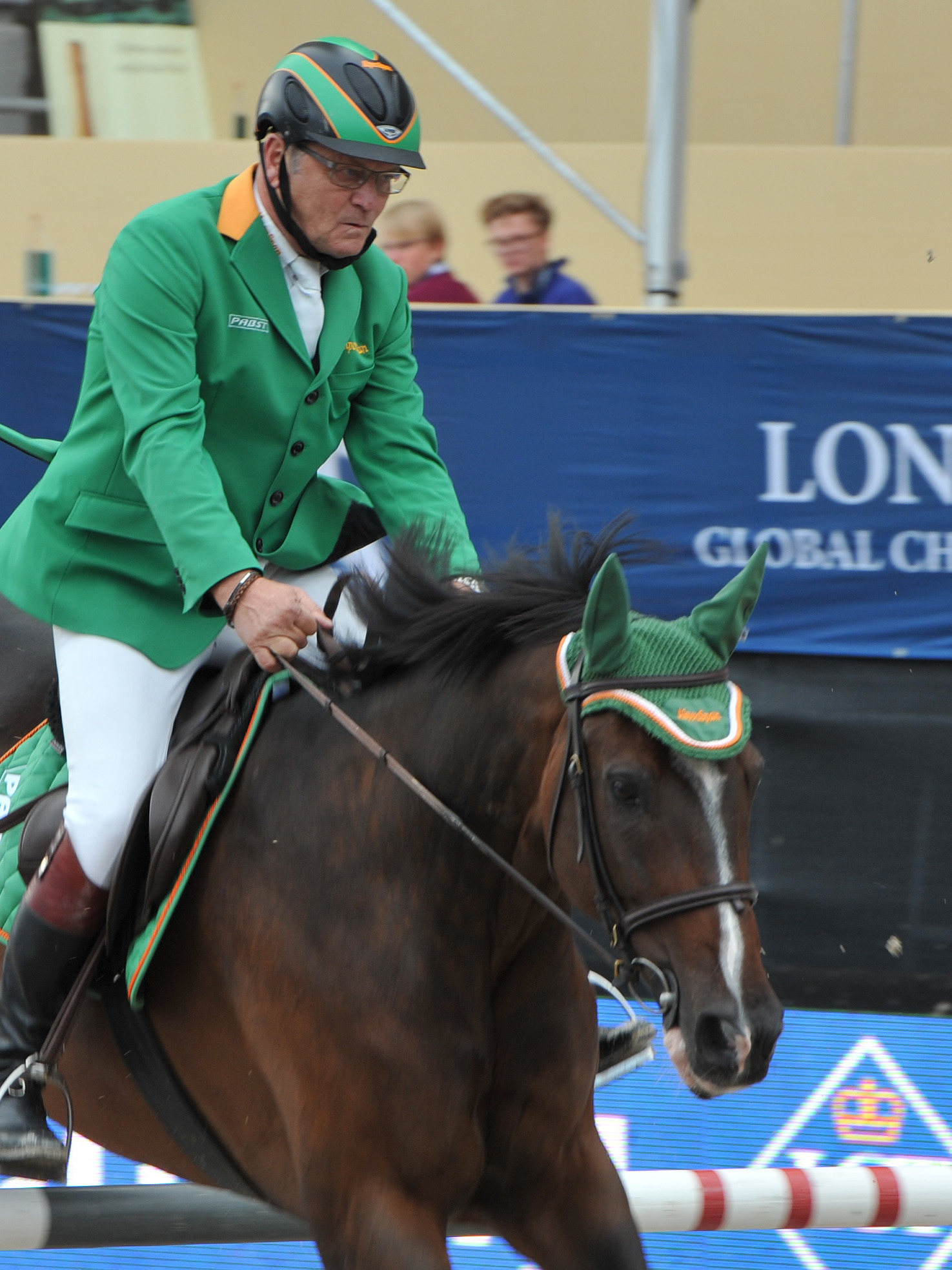
Thomas Frühmann auf The Sixth Sense 2013

Thomas Frühmann (* 23. Januar 1951 in Wien) ist ein österreichischer Springreiter.

## Karriere
Thomas Frühmann wuchs als Sohn eines Psychiaters in Wien auf. Unterstützt von seiner Mutter konzentrierte er sich auf den Reitsport und begann im Alter von 17 Jahren in München eine Lehre bei Ottokar Pohlmann, selbst Olympiateilnehmer in der Vielseitigkeit 1960. Frühmanns erster großer Erfolg war der österreichische Staatsmeistertitel 1977 im Alter von 26 Jahren. Weitere acht Staatsmeistertitel sollten folgen, der bisher letzte im Jahr 2013.
Nachdem er nach der Lehre in Österreich tätig gewesen war, wechselte er 1978 in den Stall von Georg Ahlmann (Vater von Christian Ahlmann). In dieser Zeit nahm er an den Olympia-Ersatzwettbewerben der Springreiter 1980 in Rotterdam teil, die aufgrund des Olympiaboykotts vieler westlicher Staaten durchgeführt wurden. Zusammen mit dem österreichischen Team (dem auch der Einzelgoldgewinner Hugo Simon angehörte) gewann er Mannschaftsbronze.
Auf Vermittlung Ahlmanns wurde Frühmann 1981 als Bereiter Nachfolger von Heinrich-Wilhelm Johannsmann im Gestüt Römersee von Gerhard Brenninkmeyer (damaliger Miteigentümer von C&A) in Heiden. Nach dem Tod von Brenninkmeyer im Jahr 1984 wechselte Thomas Frühmann in den Stall von Alwin Schockemöhle.
Das Jahr 1990 war hocherfolgreich für Frühmann. Nach der Teilnahme am Weltcupfinale in Dortmund folgte beim CHIO Aachen dem Pferd Grandeur der Sieg im Großen Preis. Frühmann war der erste Österreicher, der diese Prüfung gewinnen konnte. Das Deutsche Springderby gewann er 1991 zum dritten Mal nach 1988 und 1990, jeweils mit Grandeur.
Auch das Jahr 1992 war für ihn hocherfolgreich: Er gewann das Weltcupfinale in Del Mar mit Genius. Den größten Erfolg seiner Karriere hatte der Springreiter 1992, als er in Barcelona bei den Olympischen Sommerspielen auf Genius die Silbermedaille in der Mannschaft erringen konnte.
Nach erfolgreichen Jahren im Stall Schockemöhle zog Frühmann 1995 wieder nach Österreich, fünf Jahre später scheiterte seine zweite Ehe. Es folgten Jahre, in denen er nur noch auf nationaler Ebene im Sport tätig war.
Im Jahr 2004 gelang ihm sein Comeback. Eine seiner ehemaligen Ehefrauen erwarb für ihn den Westfalenwallach The Sixth Sense, der 2006 von der World Breeding Association zum besten Springpferd der Welt gewählt wurde. Es folgten erneut hocherfolgreiche Jahre im Sport mit Siegen in Großen Preisen und Weltcupspringen, 2006 gewann Frühmann die Gesamtwertung der Riders Tour. Nachdem sich The Sixth Sense im März 2010 verletzt hatte, nahm Thomas Frühmann mangels weiterer Spitzenpferde nicht an internationalen Turnieren teil. Gut ein Jahr später kam er mit The Sixth Sense mit einem Sieg im Silver Tour-Finale des CSIO Linz in den internationalen Sport zurück, 2013 gewannen beide die Österreichische Staatsmeisterschaft.
Im September 2016 verabschiedete Frühmann den inzwischen 20-jährigen Wallach The Sixth Sense aus dem großen Turniersport. Frühmann selbst will vermehrt als Trainer tätig sein, gibt das Reiten aber noch nicht auf.

## Privates
Der Österreicher wurde 1951 in Wien geboren. Aktuell lebt er mit seiner dritten Frau in Niederneukirchen in Oberösterreich. Frühmann hat ein Kind aus erster Ehe und zwei aus der aktuellen Ehe mit Jacqueline.

## Probleme mit Dopingrichtlinien
Im Jahr 2000 geriet er das erste Mal unter Dopingverdacht. Bei einer nationalen Kontrolle wurde bei ihm die Substanz Hydrochlorothiazid nachgewiesen, die zu den Diuretika zählt und auf der Liste der verbotenen Substanzen steht. Frühmann leidet unter Bluthochdruck und bekam daher seit Mitte der 1990er Jahre diese Arznei verschrieben; doch weder er noch sein Arzt hatten diese Tatsache an den Verband gemeldet. Vom Dopingvorwurf wurde er vom Österreichischen Bundesfachverband für Reiten und Fahren freigesprochen.
2005 wurde bei einer Routine-Kontrolle durch den Internationalen Reitverband (FEI) die gleiche Substanz erneut festgestellt. Wieder hatten weder sein Arzt noch er Mitteilung an die FEI gemacht. Nach langer Urteilsfindung des internationalen Verbandes erhielt Frühmann einen Verweis von der FEI und wurde nachträglich von der Prüfung disqualifiziert, weshalb er Preisgeld zurückerstatten musste. Eine weitergehende Bestrafung erfolgte nicht.

## Erfolge
- Olympische Silbermedaille 1992 in Barcelona in der Mannschaft
- 9 × österreichischer Staatsmeister im Springreiten
- 1 × Weltcupfinalsieger (1992 mit Genius in Del Mar)
- 32 × Gewinner eines internationalen Turniers
- 1 × Sieger des CHIO Aachen
- 3 × Sieger des Hamburger Derbys
- 3 × Sieger im Audi Grand Prix in Wien
- Gewinner der Riders Tour 2006

## Auszeichnungen
- 1992: Silbernes Ehrenzeichen für Verdienste um die Republik Österreich[8]